# Рондхёйс-Пейненборг, Маша
Маша Рондхёйс-Пейненборг, в девичестве Пейненборг (нидерл. Mascha Rondhuis-Pijnenborg, род. 30 июня 1981) — нидерландская профессиональная шоссейная велогонщица, марафонец, педагог, медиа-дизайнер, консультант для людей с ограниченными возможностями.

## Карьера

### Образование и гражданская карьера
В период с 1993 по 2000 годы Маша Пейненборг получала предуниверситетское образование в средней школе Dr. Mollercollege в Валвейке.
С 2000 по 2003 годы окончила обучение по специальностям: двигательный педагог, инструктор по активным видам спорта на открытом воздухе и инструктор по плаванию. С 2003 по 2007 годы получила степень бакалавра по педагогике в Университете прикладных наук Фонтис в Тилбурге. Её дипломная работа была посвящена проблемам сенсомоторной интеграции. В 2007—2008 годах проходила обучение в центре подготовки специалистов по уходу за животными в Барневелде, где получила квалификацию по уходу за животными в детских контактных фермах. В 2015—2017 годах обучалась в Гронингенском университете, где изучала ортопедагогику.
В 2003—2012 годах работала в организации Koninklijke Kentalis в муниципалитете Синт-Михелсхестел, оказывающей помощь людям с нарушениями слуха, речи и коммуникации. В разные годы занимала должности сотрудника по организации досуга и персонального сопровождающего в дневной занятости, в том числе на ферме ухода. Отвечала за проведение досуговых мероприятий и индивидуальную поддержку клиентов с особыми потребностями.
С 2012 по 2014 год работала инструктором по плаванию в Олимпийском бассейне города Валвейк.
В 2012—2014 годах работала педагогическим сотрудником в организации Mikz Kinderopvang, оказывающей услуги по уходу и развитию детей в Валвейке и окрестностях.
В 2014—2015 годах Маша Пейненборг была сопровождающим в службе чрезвычайных ситуаций организации NOVO в Гронингене.
В 2014—2017 годах работала сопровождающим по вопросам проживания в организации Koninklijke Kentalis в Врисе. Занятость была частичной, в обязанности входила поддержка и сопровождение людей с особыми потребностями в повседневной жизни.
С января 2012 по сентябрь 2017 года работала педагогическим помощником по поддержке семей в организации SVB Sociale Verzekeringsbank. В обязанности входила помощь семьям с разными потребностями в социально-педагогической сфере.
С сентября 2017 года является владельцем компании Courage Design, специализирующейся на графическом дизайне. Компания предоставляет услуги по разработке логотипов, фирменного стиля, брошюр, карт маршрутов, плакатов и других рекламных материалов. Работает удалённо из Лека в провинции Гронинген.
С сентября 2017 года работает независимым педагогом в Леке, самозанятость.
С января 2017 года является владельцем компании Courage Events, специализирующейся на организации спортивных мероприятий, в том числе национального чемпионата по велоспорту, Холланд Ледис Тур и Олимпия Тур.

### Спортивная карьера
Маша Пейненборг начала участвовать в велогонках на любительском уровне в 2006 году. В первые годы она выступала за любительские команды, такие как Team Brabant 2000 в 2006 году и TCW Het Snelle Wiel в 2007 году. В 2008 году она была приглашённой гонщицей в команде Red Sun Cycling Team на Туре Ардеш. После этого она присоединилась к команде на 2 года.
Профессиональная карьера Пейненборг охватывает период с 2009 по 2014 год, когда она выступала за различные команды. Два самых успешных сезона она провела в команде Dolmans Landscaping Team, а затем присоединилась к Team Futurumshop.nl-Polaris, где провела последние два года своей карьеры. В период её выступлений за Red Sun Cycling Team (2009—2010 годы) она была отмечена коллегой-велогонщицей Эммой Юханссон как многообещающая «профессионалка первого года», от которой ожидался «большой прогресс» и «большая ответственность» в команде. Это предсказание оказалось верным, так как в последующие годы Пейненборг не только улучшила свои спортивные результаты, но и заняла более значимую роль в команде. Позднее, в 2013 году, она уже упоминалась как «wegkapitein» (дорожный капитан) команды Team Futurumshop.nl.
Значительным событием в карьере Пейненборг стало тяжёлое падение на Туре Фландрии 19 апреля 2013 года. В то время она была дорожным капитаном команды Team Futurumshop.nl и получила обширные травмы, включая серьёзное повреждение зубов, разрыв нёба и переломы челюстей, что потребовало наложения пятидесяти швов. Изначально врачи сочли возвращение к соревнованиям небезопасным из-за обширности травм и связанной с ними кровопотери. Эта травма вынудила её пропустить значительную часть сезона 2013 года, включая ключевые соревнования. Несмотря на серъёзность травм, Пейненборг относительно быстро вернулась к соревнованиям, выступив в Omloop der Kempen примерно через шесть недель после падения. Она выразила сильное желание «исправить положение» в сезоне 2014 года, стремясь компенсировать время, потерянное из-за травмы.
После этого, в 2015 году, она ненадолго вернулась в любительский спорт, выступая в составе команды NWV Groningen, прежде чем окончательно завершить выступления в апреле 2015 года на гонке Блуйзоне Фрисланд Тур. Основной причиной, названной для её ухода из спорта, было желание сосредоточиться на «гражданской карьере».
Пейненборг также делилась своими мыслями о жизни профессионального велосипедиста в интервью. В частности, она поделилась своим опытом и знаниями о важности спортивного питания, подчеркивая его роль в достижении оптимальной производительности и восстановлении для гонщика уровня UCI. В этом интервью она также отметила свои сильные стороны в многодневных гонках и восхождениях.
После завершения своей профессиональной велосипедной карьеры, Маша Пейненборг продолжила свою спортивную деятельность под именем Маша Рондхёйс (нидерл. Mascha Rondhuis), сосредоточившись на беге на длинные дистанции, включая марафоны и ультрамарафоны. Она активно участвует в марафонских забегах, демонстрируя стабильно высокие результаты. Её лучший результат на марафоне составляет 2:58:00, показанный на Enschede Marathon 13 апреля 2025 года.
Маша Рондхёйс также активно участвует в ультрамарафонах и трейлраннинге, демонстрируя свою выносливость на дистанциях, значительно превышающих классический марафон.
В 2023 году она заняла 2-е место среди женщин и 37-е место в общем зачёте на Grizzly100.
В Чемпионате мира по бегу на 100 км в Индии 7 декабря 2024 года она пробежала дистанцию 100 км за 8:49:55, заняв 87-е место в общем зачёте из 121 участника и 30-е место среди 49 женщин в своей категории (F 40-49).

## Достижения
Пийненборг добилась заметных результатов на протяжении своей карьеры, особенно успешно выступая в многодневных гонках. Среди её лучших достижений — победа на этапе Женского Тура — На приз Чешской Швейцарии и второе место на другом этапе того же соревнования.
2009
3-я на Омлоп ван хет Хегеланд
9-я на Фестивале Эльзи Якобс
8-я на 2-м этапе Тура де л’Од
10-я на чемпионате Нидерландов — групповая гонка
7-я на Опен Воргорда TTT
10-я на Холланд Хилс Классик
Холланд Ледис Тур
7-я на 6-м этапе
8-я в горной классификации
2010
Женский Тур — На приз Чешской Швейцарии
10-я на 1-м этапе
6-я в спринтерской классификации
6-я в горной классификации
7-я на Опен Воргорда TTT
4-я на 1-м этапе Джиро ди Тоскана — Мемориал Микелы Фанини
2011
Женский Тур — На приз Чешской Швейцарии
9-я на 1-м этапе
4-й этап
8-я на 5-м этапе
3-я в спринтерской классификации
3-я в горной классификации
3-я в очковой классификации
5-я в генеральной классификации
Тур Бретани
6-я на 1-м этапе
4-я на 3-м этапе
9-я на 4-м этапе
горная классификация
6-я в очковой классификации
2-я в горной классификации Тура Лимузена
2012
Тур Фри-Стейта
5-я на 1-м этапе
6-я на 3-м этапе
8-я на 4-м этапе
7-я в генеральной классификации
6-я на чемпионате Нидерландов — групповая гонка
Женский Тур — На приз Чешской Швейцарии
4-я на 5-м этапе
3-я в горной классификации
6-я в генеральной классификации
Тур Тюрингии
4-я на 5-м этапе
4-я в горной классификации
9-я в генеральной классификации
6-я на Опен Воргорда TTT
2013
Женский Тур — На приз Чешской Швейцарии
4-я на 1-м этапе
2-я на 2-м этапе
7-я в горной классификации
6-я в очковой классификации
2014
Грация Орлова
8-я на прологе
6-я на 1-м этапе
9-я на 3-м этапе
9-я в горной классификации
6-я в очковой классификации
5-я в генеральной классификации
Тур Бретани
10-я на 1-м этапе
4-я в горной классификации

### Статистика выступления наГранд-турах
| Гонка / Год         | 2009 |
| ------------------- | ---- |
| Тур де л'Од феминин | 28   |

### Рейтинги
| Год                 | 2009  | 2010  | 2011  | 2012  | 2013  | 2014  |
| ------------------- | ----- | ----- | ----- | ----- | ----- | ----- |
| Мировой рейтинг UCI | 206-й | 280-й | 136-й | 107-й | 308-й | 205-й |
|                     |       |       |       |       |       |       |
| Источник: UCI       |       |       |       |       |       |       |